# Мазіар Кухьяр
Камаруддін Мазіар Кухьяр (Дарі: مصطفی زازای / англ. Qamaruddin Maziar Kouhyar; нар. 30 вересня 1997, Бадахшан, Афганістан) — афганський футболіст, півзахисник англійського клубу «Герефорд» та національної збірної Афганістану. Перший афганець, який грав у Великій Британії у професіональному футболі.

## Клубна кар'єра
Народився в афганській провінції Бадахшан. Через збройний конфлікт на батьківщині у 2-річному віці емігрував до Англії. Родина оселилися в передмісті Бірмінгема Хендсворт. Батько працював водієм піци, а потім повернувся в Афганістан, щоб працювати перекладачем, залишивши матері виховувати чотирьох дітей. У віці одинадцяти років помічений скаутом «Ковентрі Сіті» під час відвідування суботнього футбольного матчу зі своїм двоюрідним братом, після чого приєднався до дитячо-юнацької структури клубу. У 16-річному віці залишив «Ковентрі», грав у Недільній футбольній лізі, під час одного з матчів регіональної Паверліги його помітили скаути «Волсолла». По завершенні перегляду перейшов до вище вказаного клубу. Спочатку підписав 2-річний юнацький контракт, а в лютому 2016 року уклав перший професіональний договір терміном на 1 рік, з можливістю продовження на наступний рік. На професіональному рівні дебютував у серпні 2016 року в програному (0:2) поєдинку проти «Честерфілда», в якому вийшов на заміну Керону Моррісу. 30 серпня 2016 року відзначився першим голом за «Волсолл», в поєдинку Трофея Футбольної ліги проти «Грімсбі Таун». 9 грудня 2016 року підписав новий контракт з «Волсоллом», до літа 2019 року.
Окрім футболу, Мазіар Кухьяр відвідує вечірні курси бухгалтерського обліку.
У березні 2021 року підписав контракт з клубом Національної ліги Північ «Герефорд».

## Кар'єра в збірній
У жовтні 2016 року отримав свій перший виклик до національної збірної Афганістану на товариський матч проти Малайзії. Перебуваючи в національній збірній, отримав травму, яка коштувала йому щонайменше трьох місяців перебування поза футболом та потребувала операції на коліні. Дебютував за національну збірну Афганістану 30 серпня 2017 року в програному (0:2) товариському матчі проти Оману. У 2018 році відмовився від поїздки на домашній матч проти Палестини, оскільки його родина не хотіла, щоб він їздив до Кабула.

## Статистика виступів

### Клубна
Станом на 22 травня 2021.
| Клуб              | Сезон                | Ліга                    | Ліга  | Ліга | Кубок Англії | Кубок Англії | Кубок ліги | Кубок ліги | Інші  | Інші | Загалом | Загалом |
| Клуб              | Сезон                | Дивізіон                | Матчі | Голи | Матчі        | Голи         | Матчі      | Голи       | Матчі | Голи | Матчі   | Голи    |
| ----------------- | -------------------- | ----------------------- | ----- | ---- | ------------ | ------------ | ---------- | ---------- | ----- | ---- | ------- | ------- |
| «Волсолл»         | 2015–16              | Перша ліга              | 0     | 0    | 0            | 0            | 0          | 0          | 0     | 0    | 0       | 0       |
| «Волсолл»         | 2016–17              | Перша ліга              | 6     | 0    | 0            | 0            | 0          | 0          | 1     | 1    | 7       | 1       |
| «Волсолл»         | 2017–18              | Перша ліга              | 15    | 1    | 1            | 0            | 1          | 0          | 4     | 0    | 21      | 1       |
| «Волсолл»         | 2018–19              | Перша ліга              | 0     | 0    | 1            | 0            | 1          | 0          | 3     | 1    | 5       | 1       |
| «Волсолл»         | Загалом за «Волсолл» | Загалом за «Волсолл»    | 21    | 1    | 2            | 0            | 2          | 0          | 8     | 2    | 33      | 3       |
| «Герефорд»        | 2020–21              | Національна ліга Північ | 0     | 0    | 0            | 0            | —          | —          | 2     | 0    | 2       | 0       |
| Усього за кар'єру | Усього за кар'єру    | Усього за кар'єру       | 21    | 1    | 2            | 0            | 2          | 0          | 10    | 2    | 35      | 3       |

1. 1 2 3  Матч(і) в Трофеї ФЛ
2. ↑  Матчі в Трофеї ФА